# Парра, Фабио
Фабио Энрике Парра Пинто (исп. Fabio Enrique Parra Pinto; род. 22 ноября 1959, Согамосо) — бывший колумбийский профессиональный шоссейный велогонщик, завершил карьеру в 1992 году. Призёр Тур де Франс 1988 года и Вуэльты Испании 1989 года, победитель двух этапов Большой петли и трех этапов испанской супермногодневки.

## Карьера
Первые шаги в велоспорте Фабио Парра сделал в родной команде Lotería de Boyacá A, за которую выступал три года (1979-1981).
Его первой профессиональной командой стала Café de Colombia с которой колумбиец подписал контракт перед началом 1985 года. С первого года в профессионалах к Парре пришли успехи. Весной 1985 года он финишировал на пятом месте в генеральной классификации Вуэльты Испании, а в июле попал в топ-10 (8 место) на Тур де Франс, а также выиграл белую майку лучшего молодой гонщика и 12-й горный этап с финишем в Ланс-ан-Веркор.
На Вуэльте Испании-1986 завоевал первую победу на этапах супермногодневок. В 1987 году финишировал шестым в генеральной классификации Большой Петли и третьим на Туре Швейцарии.
1988 год - самый успешный в карьере Фабио Парры. Спортсмен подписал контракт с известной испанской велосипедной командой Kelme. На Тур де Франс он занял третье место в общем зачете, которое на протяжении 25 лет было лучшим результатом среди колумбийских велогонщиков на французской супермногодневке, пока в 2013 году Наиро Кинтана не стал вторым. Кроме призового места на Большой Петле Фабио покорился горный этап до Морзина. На Вуэльте Испании он стал пятым, также выиграв этап.
Весной 1989 года колумбиец занял второе место в генеральной классификации испанской супермногодневки, уступив Педро Дельгадо всего 35 секунд. Однако с Тур де Франс был вынужден был сойти. С этого времени карьера Фабио Парра пошла на спад. Он дважды занимал пятое место в общем зачете Вуэльты Испании (1990 и 1991 год), в 1991 году выиграл также этап в командных цветах Amaya, но былых успехов достичь не смог.
Сезон 1992 года стал последним в карьере Фабио Парры. После победы на Вуэльте Колумбии он принял решение завершить спортивную карьеру.

## Личная жизнь
Фабио Парра - старший брат Ивана Парры, победителя двух горных этапов Джиро д'Италия 2005 года. Их отец Умберто - также был велогонщиком и участвовал в Вуэльте Колумбии.

## Выступления на супермногодневках
| Гонка          | 1984 | 1985 | 1986 | 1987 | 1988 | 1989 | 1990 | 1991 | 1992 |
| -------------- | ---- | ---- | ---- | ---- | ---- | ---- | ---- | ---- | ---- |
| Джиро д'Италия | -    | -    | -    | -    | -    | -    | -    | -    | -    |
| Тур де Франс   | -    | 8    | сход | 6    | 3    | сход | 12   | сход | сход |
| Вуэльта        | -    | 5    | 8    | -    | 5    | 2    | 5    | 5    | 7    |